# بنجامين فرانكلين واشنطن
بنجامين فرانكلين واشنطن (بالإنجليزية: Benjamin Franklin Washington) هو صحفي أمريكي، ولد في 7 أبريل 1820 في تشارلز تاون في الولايات المتحدة، وتوفي في 22 يناير 1872 في سان فرانسيسكو في الولايات المتحدة.